# Ahmed Fouad Negm
Ahmed Fouad Negm (en árabe: أحمد فؤاد نجم; Sharqia, 22 de mayo de 1929 − 3 de diciembre de 2013) fue un poeta egipcio. Fue reconocido por su poesía con tintes patrióticos y revolucionaria. Negm es considerado como un héroe popular y la voz de la clase baja egipcia. El poeta Louis Aragon lo describió como un hombre con la fuerza de tirar las paredes, el Dr. ' Aly Al- Raa'y lo nombró como el poeta bala, el presidente Sadaat lo calificó como el poeta obsceno y el pueblo egipcio lo llama “tío Ahmed”.

## Biografía

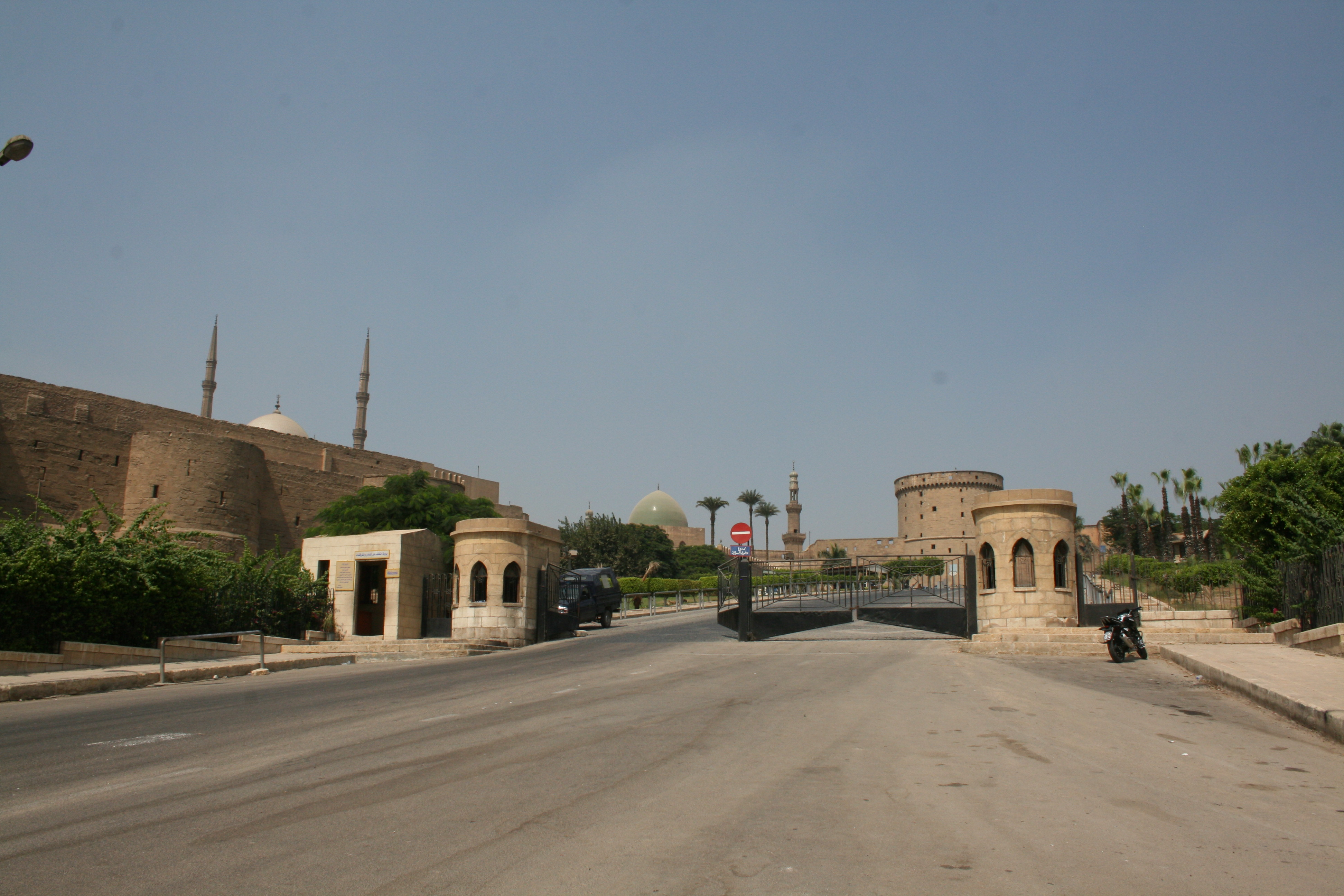
Ciudadela, El Cairo, Egipto.

Ahmed Fouad Negm, nació en el seno de una familia de campesinos egipcios. Su familia estaba conformada por su madre, el ama de casa Hanem Morsi Negm, su padre Mohammed Ezat Negm, oficial de policía y dieciséis hermanos más, de los cuales sólo seis continúan con vida. Su educación la recibió en las escuelas religiosas Kutaab que eran gestionadas por El Azhar.
Después de la muerte de su padre, vivió con su tío materno Hussein en Zagazig, pero en 1936 con 7 años, fue enviado a un orfanato. Allí conoció a Abdel Halim Hafez, quien después se volvería un importante cantante y con el que no tuvo una buena relación mientras vivió en el orfanato. Para 1945 y con 17 años deja el orfanato y regresa a Sharqia donde se dedica a trabajar como pastor. 
Después de vivir un tiempo en su pueblo, decide marcharse a El Cairo y vivir con su hermano, sin embargo, este lo echa y debe regresar a Sharqia donde entra a trabajar a un campamento militar inglés, mientras, ayuda en las operaciones de la guerrilla.
Con la abolición del tratado entre Egipto y Gran Bretaña firmado en 1936, el Movimiento Nacional de Egipto le pide a los egipcios abandonar los campamentos ingleses. El Gobierno emplea a Negm en los talleres mecánicos de transporte. En ese periodo, algunos funcionarios roban equipos de los talleres y cuando Negm trata de detenerlos, lo acusan de falsificación y lo encarcelan por tres años en el “Kara Meedaan”, allí conoce a su sexto hermano Aly Mohamed Ezzat Negm. 
En su sentencia de tres años comienza a escribir poemas sobre la realidad que viven en las calles los egipcios todos los días, comienza a mezclar bromas con la opresión que vivía la clase obrera. Los prisioneros empiezan a contrabandear sus escritos y así se va dando paso como escritor. 
En su último año en la cárcel, gana el “Al Ketaab al awaal”, el primer concurso organizado por el consejo supremo para la atención de las Artes y las letras. En 1959, mientras estaba en prisión Suhair El- Alamawi presenta su colección "Imágenes de la vida y de la prisión” lo que lo convierte en una persona famosa. Después de ser liberado, fue nombrado como empleado en la Organización de los pueblos de Asia y África y se convirtió en un poeta radial.

## Dúo Negm e Imaan
En 1962, mientras Negm vivía en una habitación del barrio el Boulag Dakror gracias a un amigo conoció al cantante y compositor Sheikh Imaan en el callejón de Howsh Adam que traduce “buen augurio”. Decidieron compartir la residencia de Imaan y formar un dúo artístico y patriótico. 
El poeta abandonó su habitación alquilada dejando en ella propiedades valoradas en seis libras egipcias y se marchó junto a Sheikh Imaan, sabía que el cantante tenía gran talento y que él podría ser de gran ayuda prestándole sus ojos y palabras. 
Negm cuenta que para que Imaan realizara su primera demostración en la residencia, le tomo más de una hora ajustar las cuerdas del Oud. Al escucharlo cantar, Negm grito “Allah”. Después de ese día, trabajaron durante 30 años componiendo y cantando juntos. 
Desde 1962 hasta 1995, serían reconocidos por sus canciones políticas a favor de los pobres y la clase trabajadora. Aunque las canciones eran prohibidas en las estaciones de radio y la televisión egipcia, que eran los medios más populares en la década de 1960 y 1967, el dúo cada vez se hacía más reconocido. Sus canciones, que criticaban al gobierno por la guerra de 1967, los llevó a prisión varias veces. Negm también fue encarcelado por sus opiniones políticas, en las que criticaba a los presidentes Gamal Abdel Nasser, Anwar Sadat y Hosni Mubarak.
En 1995, Imaan y Negm se separaron después de varios desacuerdos. Imaan falleció a los 78 años tras una larga enfermedad, y el callejón donde se conocieron los dos artistas se convertiría después en un punto intelectual.

## Pensamiento

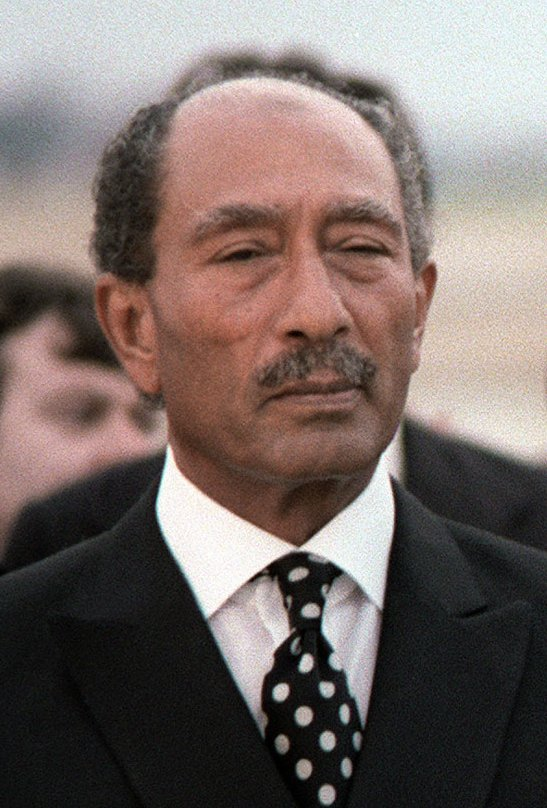
Anwar Sadat cropped

Los líderes de Egipto lo señalaron en diferentes ocasiones por sus palabras y pensamiento crítico, el presidente Anwar Sadat lo sentencio a once años de prisión por un poema en el que se burlaba de sus discursos televisivos. En total ha pasado dieciocho años de su vida en prisión. Aunque Hosni Mubarak no lo encarceló, Negm se burlaba de él, ya que lo consideraba otro de los culpables de la pobreza de Egipto. 
Para la clase obrera se convirtió en un héroe y alcanzó la fama en todo el Oriente Medio. En una entrevista en el periódico The New York Times, Negm le contó a Michael Slackman que "El gobierno siempre ha sido dirigido por los faraones, pero en el pasado eran honorables". También dijo “las personas de ahí abajo no son egipcios, son pueblos oprimidos”.

## Papel en la Revolución Egipcia 2011
El 25 de enero de 2011 explotó la revolución egipcia que buscaba retirar del poder al presidente Hosni Mubarak, después de liderar a Egipto por treinta años. Aunque Negm no participó directamente, las palabras de sus poemas más famosos como “Valiente es valiente” las cantaron 15000 jóvenes en la plaza Tahrir contra Hosni Mubarak y el Consejo Supremo de las Fuerzas Armadas.
Los opositores gritaban: “Los valientes hombres son valientes. Los cobardes son cobardes. Ven con los valientes junto a la Plaza”.

Después de la revolución egipcia, Negm se unió al Partido de los Libres Egipcios, creado por el ingeniero Naguib Sawiris el tres de abril del 2011. El movimiento está conformado por intelectuales y activistas políticos que junto al Bloque Egipto buscan un orden político liberal, democrático y secular en el régimen post-Mubarak de Egipto. 

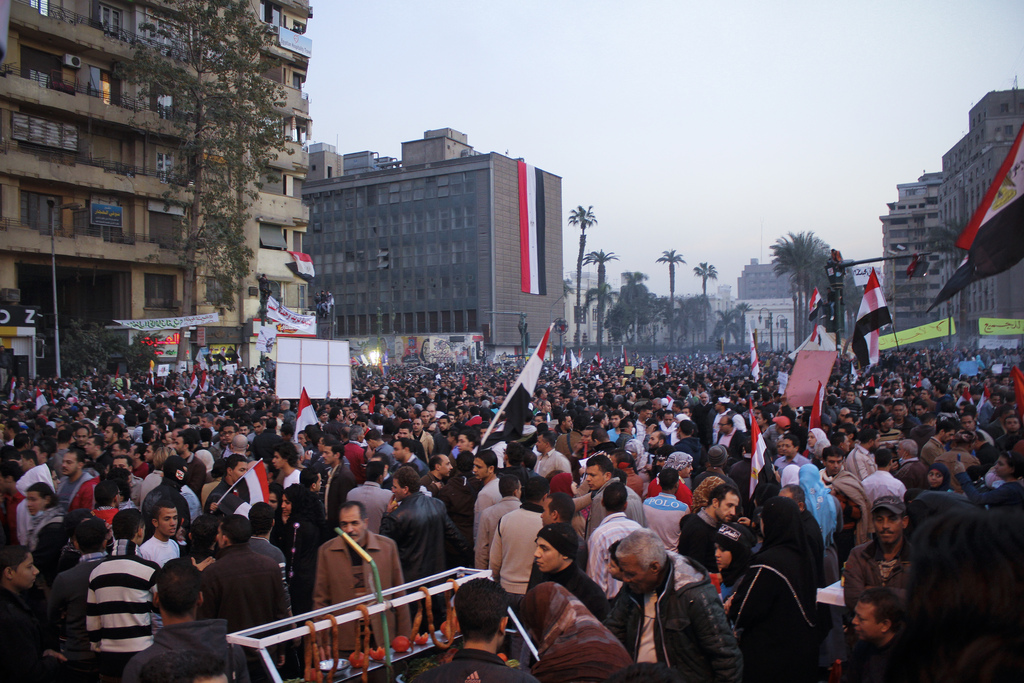
Tahrir 25 01 2013

## Premios y reconocimientos
En 2007, Negm fue elegido por la Acción contra la Pobreza de las Naciones Unidas como embajador de los pobres. También ganó el primer premio del referéndum de la Agencia de Noticias de la poesía árabe.
El 11 de diciembre de 2013 El Premio Principal Príncipe Claus le será entregado a Ahmed Fouad Negm. "La Fundación Príncipe Claus reconoce anualmente con sus premios la labor excepcional de once artistas, pensadores y organizaciones que, a través de sus manifestaciones artísticas, ejercen un impacto positivo en el desarrollo de sus países. Estas personas son a menudo un modelo a seguir y una fuente de inspiración para aquellos que los rodean". El príncipe Constantino de Holanda entregará el reconocimiento en una ceremonia oficial que se celebrará en el Palacio Real de Ámsterdam, en presencia de la Familia Real holandesa.
En palabras de la Fundación Príncipe Claus “Los poemas de Negm se escuchan a diario por las calles y los medios de comunicación egipcios. Muchos jóvenes egipcios se los saben de memoria, los recitan en las calles, los usan en grafitis y posters y los reinterpretan musicalmente. En su obra, Negm refleja los sueños e inquietudes de la gente corriente sobre la vida cotidiana, el amor, la pobreza y la opresión. Mediante el uso de hilarantes caricaturas, dobles sentidos, sátira e ironía, Negm proporciona apoyo y esperanza a las personas. En los círculos literarios, su obra goza de gran renombre por su calidad expresiva, belleza y lirismo”

## Fragmento poema ¿Quiénes son y quiénes somos nosotros?
Son de los príncipes y de los sultanes
Ellos son los que tienen riqueza y poder
Y estamos los empobrecidos y privados
Usa tu mente, supongo...
Adivina ¿quién gobierna a quién?
¿Quiénes son y quiénes somos nosotros?
Lo estamos construyendo, somos los trabajadores
Somos Al- Sunna , Somos Al- Fard
Nosotros somos el pueblo en altura y anchura
Desde nuestra salud , la tierra plantea
Y por nuestro sudor , los prados se vuelven verdes
Usa tu mente, supongo ...
Adivina ¿quién sirve a quién?
¿Quiénes son y quiénes somos nosotros?
Son de los príncipes y de los sultanes
Son las mansiones y los coches
Y las mujeres seleccionadas
animales consumistas
Su trabajo es sólo para rellenar las tripas
Usa tu mente, supongo...
Adivina quién está comiendo quién?
¿Quiénes son y quiénes somos nosotros?
Somos la guerra, sus piedras y fuego
Somos el ejército de la liberación de la tierra
Somos los mártires
Derrotado o exitoso
Usa tu mente, supongo...
Adivina ¿quién está matando a quién?